# Alcaudique
Alcaudique es una localidad y pedanía española perteneciente al municipio de Berja, en la provincia de Almería. Está situada en la parte occidental de la comarca del Poniente Almeriense. Cerca de esta localidad se encuentran los núcleos de Berja capital y Benejí.

## Toponimia
El nombre de Alcaudique deriva de la voz árabe al-qabḏaq, cuya traducción sería el manantial, de acuerdo con el arabista Robert Pocklington. Así, comparte etimología con Caudete y Alcaudete.

## Geografía física

### Ubicación
Alcaudique se encuentra a 2 km al sureste de la cabecera municipal.

### Clima
El clima de Alcaudique se puede considerar el mismo que el de la cabecera municipal, con un mediterráneo suavizado al estar rodeado de montañas. La temperatura media anual ronda entre los 18 °C y 20 °C. Los veranos aunque son calurosos están matizados debido a la proximidad al mar. Las precipitaciones son escasas y se producen principalmente en primavera y otoño. En invierno suele nevar en sierra de Gádor. Uno de los principales atractivos climáticos es la ausencia de viento.
Una de las temperaturas máximas históricas en Berja se dio cuando se alcanzaron los 50 °C a la sombra el 18 de julio de 1978.

## Historia
Existen registros de que el lugar ha estado habitado al menos desde 1887.

## Geografía humana

### Demografía
Datos de población de los últimos años, según el INE español:
| Gráfica de evolución demográfica de Alcaudique entre 2000 y 2022 |
|                                                                  |
| Datos según el nomenclátor publicado por el INE.                 |

### Comunicaciones

#### Conexiones
Carreteras
Alcaudique se ubica junto a la carretera A-358, que la comunica en pocos kilómetros con la Alpujarra Almeriense y El Ejido, y que le ofrece un acceso rápido a la A-7.
Ferrocarril
La estación ferroviaria en servicio más cercana es la estación de Almería.

## Cultura

### Patrimonio cultural inmaterial
Alcaudique celebra sus fiestas patronales en honor a San Isidro Labrador. También se realizan desde hace varios años eventos cada otoño denominados como fiesta de la castaña, que se repite por muchas localidades de la Alpujarra.